# ティップネス

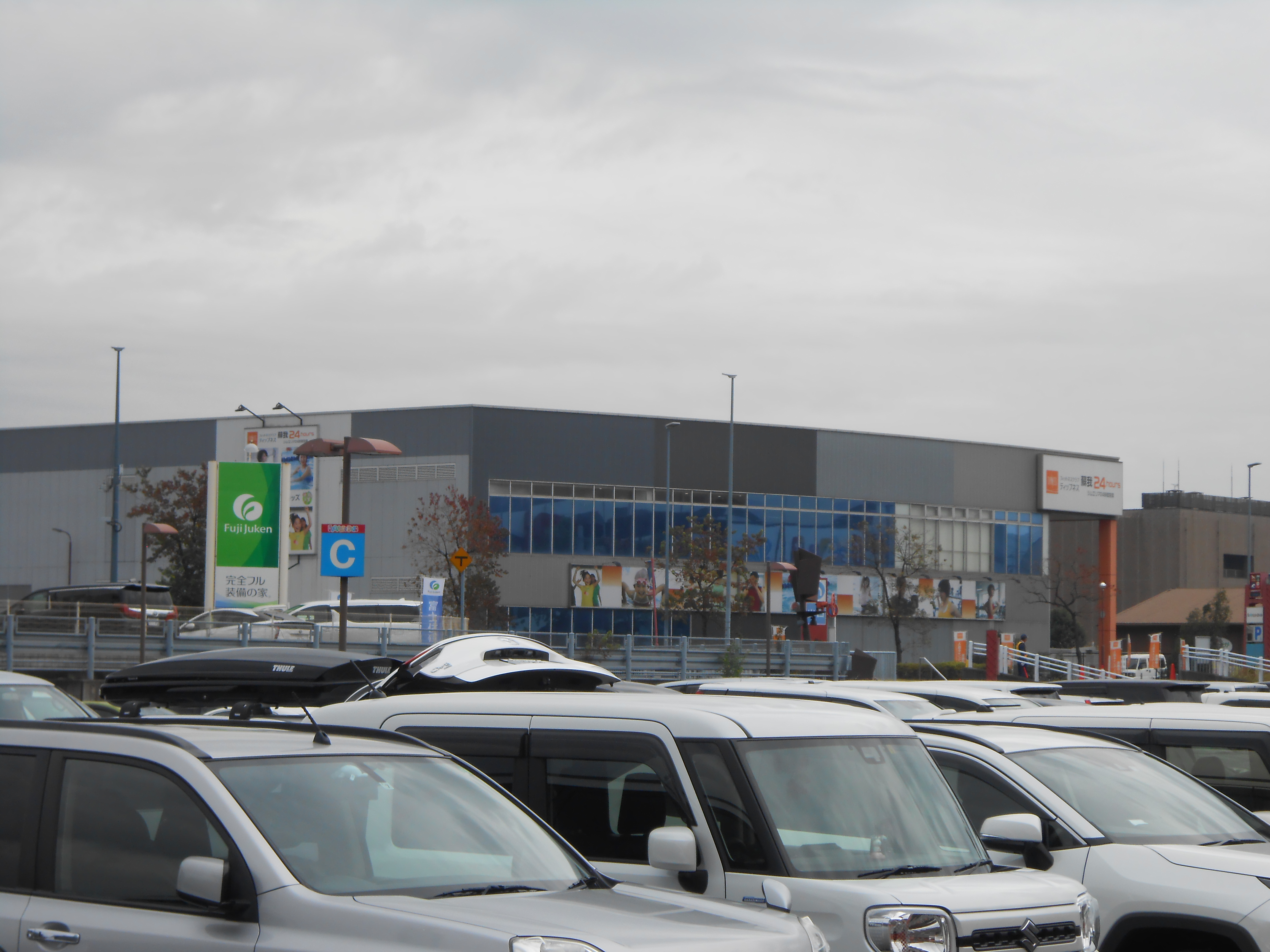
蘇我店

株式会社ティップネス（英: TIPNESS Limited.）は、東京都千代田区に本部を置くフィットネスクラブ運営会社。日本テレビホールディングス株式会社の連結子会社。

## 概要
1986年10月に、サントリー株式会社（現・サントリーホールディングス株式会社）の子会社として株式会社ティップネスを設立。1987年4月の東京・渋谷区にある渋谷店を最初にフィットネスクラブの「ティップネス」の展開を開始。一方、株式会社丸紅の子会社・株式会社レヴァンが、1987年3月の東京・調布市にある国領店を最初にフィットネスクラブの「レヴァン」の展開を開始。2001年4月に、株式会社ティップネスが株式会社レヴァンを吸収合併し、翌2002年1月にはブランドを「ティップネス」に一本化した。
そうした経緯から、サントリーと丸紅が出資し、サントリーの外食・加食・スポーツ・花・サービス関連事業に属する企業の一つだったが、2014年に日本テレビグループ入りする事が発表された。

## 事業内容
- 「フィットネスクラブ ティップネス」
- 都市部向けクラブ「ティップ.クロス TOKYO」
- 子供向けスクール「ティップネス・キッズ」
- 24時間営業でジムマシンに特化した「FASTGYM24」
- フィットネス・インストラクター支援ビジネス「FIT VIT」
- 企業向け健康・運動支援サービス「ティップネス eメソッド」

を展開しているほか、指定管理者制度で公共施設の受託運営事業を行っている。

## 沿革
- 1986年10月 - 株式会社ティップネス設立
- 1987年3月 - レヴァン国領店開設
- 1987年4月 - ティップネス渋谷店開設
- 1988年9月 - レヴァン石橋店開設、近畿圏へ進出
- 1993年7月 - ティップネス梅田店開設、近畿圏へ進出
- 2001年4月 - レヴァンを合併
- 2002年1月 ブランドを「ティップネス」に一本化
- 2004年4月 - 上飯田店開設、中京圏へ進出
- 2005年4月 - ティップネス・ワン池袋店開設
- 2006年 - 丸井今井グループの「プライオ・スポーツパーク」の営業権を譲受、北海道へ進出（大通店、2009年2月閉店）
- 2007年9月 - 大阪市の株式会社オージースポーツとメタボリックシンドローム対策支援事業で業務提携
- 2009年1月 - 宮崎台店にDOG GARDEN CAFEを設置
- 2009年9月 - TIPNESS MARUNOUCHI STYLE店開設
- 2011年4月 - 旧渋谷店を、新ブランド『ティップ.クロス TOKYO』渋谷店としてリニューアル
- 2013年4月 - マシンジムをメインとした24時間営業施設、FASTGYM24要町店開設
- 2014年11月 - 日本テレビホールディングスが全株式を取得する事を発表[2]

## 店舗

### 過去に存在した店舗
- 赤坂店
- 洗足池店
- 三宮店
- 南茨木店
- 神戸ハーバーランド店
- なんば店
- 大通店
- 六甲店（2009年10月15日閉店）
- 聖蹟桜ヶ丘店（2010年3月30日閉店）
- 名古屋木場店（2011年3月30日閉店）
- TIPNESS ONE 池袋店（2011年12月30日閉店）
- TIPNESS ONE 日比谷店（2011年12月30日閉店）
- 西葛西店（2017年11月30日閉店）
- 戸塚店（2018年1月31日閉店）
- TIP.X TOKYO 新宿店 ※旧新宿店（1996年7月開店、2021年3月31日閉店）
- 梅田店（1993年7月開店、2021年3月31日閉店）
- 日本橋スタイル店（2018年7月開店、2021年3月31日閉店）
- リベリー日本橋高島屋S.C.店（2018年9月開店、2021年3月31日閉店）
- 布施店（2021年9月30日閉店）
- 香里園店（2021年9月30日閉店）
- 下北沢店（2022年3月15日閉店）
- 町田店（2023年6月30日閉店）
- 久喜店（2023年6月30日閉店）
- 草加店（2023年6月30日閉店）
- 小岩店（2023年6月30日閉店）

### 出店を計画したが中止（延期）した店舗
- 伊丹店（計画地に埋蔵文化財が出土したため）

## 指定管理者受託事業
- 東京都立東京体育館 フィットネスアリーナの管理運営
- 東京都立東京武道館 ジム・スタジオ（平日）の運営
- 大田区立東調布公園水泳場
- 住吉スポーツセンターの管理運営[3]

## 車いす入店拒否事件
東京地裁は2021年10月28日、東新宿店で車いすでの入店や受付を断られたり、一方的に会員から除名されるなど差別を受けたとして、電動車いす利用者の男性がティップネスに対し、会員除名の取り消しや慰謝料330万円などを求めた訴えについて、会員除名は｢根拠を欠くもので無効｣とし、ティップネスに慰謝料など33万円の支払いを命じた。判決では、車いすのまま入店して受付をすることを制限したのは｢対応が不十分だった｣として｢（会社側が）合理的な範囲内で代替の利用方法を提案すべきだった｣とした。一方、男性はティップネス側の対応を｢障害者差別解消法違反｣と訴えていたが、判決では｢不当な差別的取り扱いまで意図したとは認められない｣とされた。 ティップネスは控訴せず、判決が確定した。

## 歴代のイメージキャラクター
- 渡辺満里奈：2003年～2004年
- 佐藤江梨子：2005年～2006年
- 篠原涼子：2007年

## テレビ局との協業
フィットネスクラブとテレビ局が、継続的にヘルスケアコンテンツを制作・放送する⽇本初の取り組みとして、2015年8月31日より朝の報道・情報番組『Oha!4 NEWS LIVE・第1部』（日テレNEWS24（CS）制作・日本テレビでも同時ネット）内（4:58頃から1分半程度）において『Oha! TIP 1min.体操（おはティップ ワンミニッツたいそう）』を開始。なお、番組連動データ放送は日本テレビ（関東地区の地上波）のみで実施。